# Tim Mithöfer

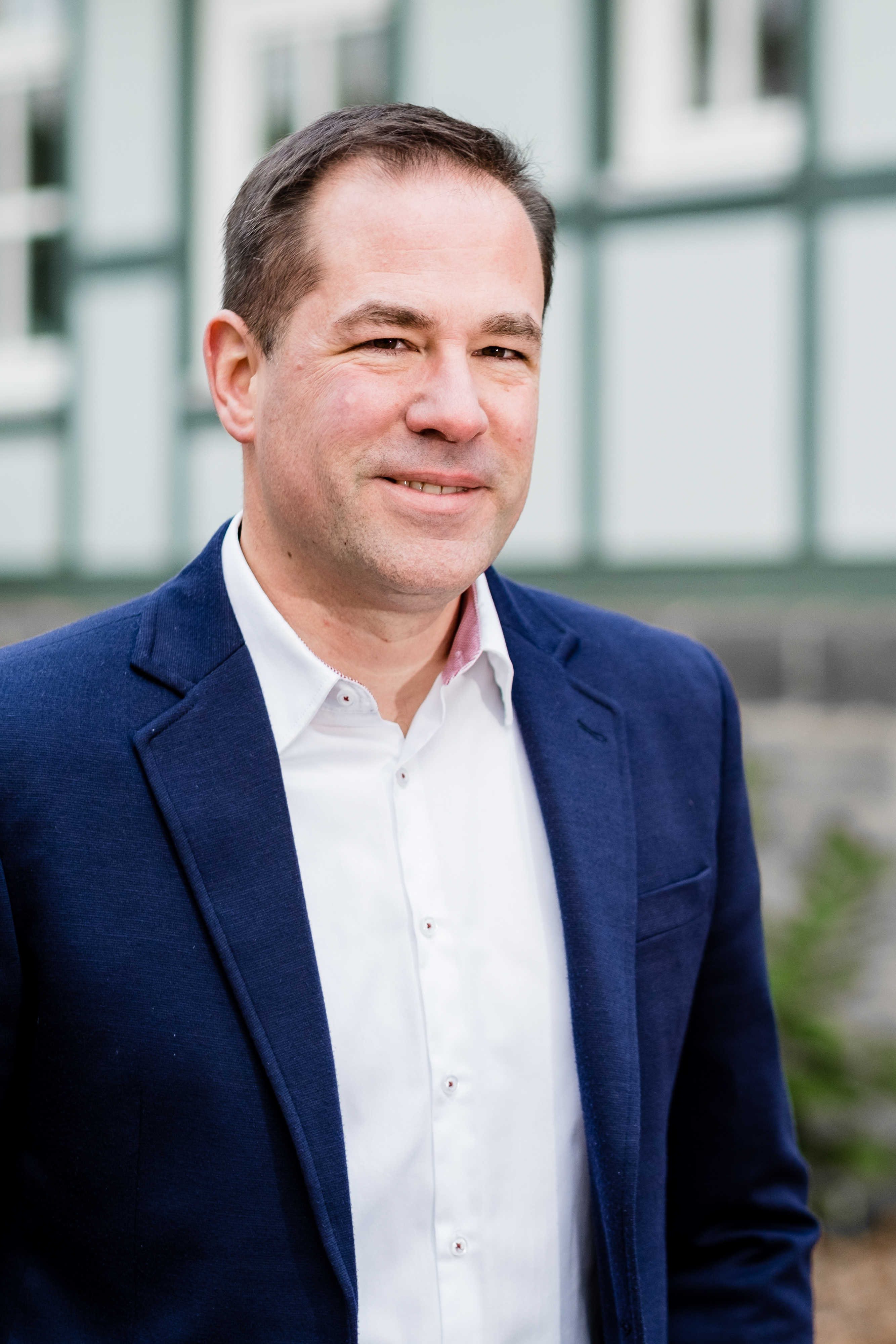
Tim Mithöfer

Tim Mithöfer (* 23. Juli 1974) ist ein deutscher Kommunalpolitiker (CDU). Er ist seit dem 1. November 2021 Bürgermeister der Gemeinde Isernhagen.

## Leben
Nach dem Abitur 1995 am Gymnasium Melle legte Mithöfer eine Ausbildung zum Groß- und Außenhandelskaufmann ab. Anschließend studierte er European Management Studies an der Fachhochschule Bielefeld mit mehreren Auslandsaufenthalten im europäischen Ausland. Nach seinem Studium war Mithöfer in einer Düsseldorfer Unternehmensberatung tätig und wechselte dann zur TUI Leisure Travel. Dort war er neun Jahre in verschiedenen Management-Positionen im Reisevertriebs-Innendienst tätig. Ab 2011 zog es ihn zur Selbstständigkeit und zum Unternehmertum. Seit 2017 ist er geschäftsführender Gesellschafter der yuma capital GmbH. Zwischenzeitlich war er außerdem Geschäftsführer von cosy immobilien und der Agentur Goldkind.
Er ist verheiratet und Vater von zwei Töchtern.

## Kommunalpolitik
Mit 20 Jahren schloss sich Mithöfer der Jungen Union an und wurde schon zwei Jahre später aktives Mitglied der CDU. Er hatte fünf Jahre lang ein Ratsmandat in Melle inne.
Ab 2017 engagierte er sich aktiv in der CDU Isernhagen und wurde schon 2019 zum Vorsitzenden des Gemeindeverbandes CDU Isernhagen gewählt. Bei der Kommunalwahl 2021 wurde er mit einer Unterstützung von 98 % zum Bürgermeister-Kandidaten der CDU Isernhagen ernannt. Nach einer Stichwahl gegen den Kandidaten der SPD gewann Tim Mithöfer und ist seit dem 1. November 2021 Bürgermeister der Gemeinde Isernhagen.